# Фотев, Благоя Наумов
Благоя Наумов Фотев (макед. Богоја Фотев ; 14 августа 1900, Агиос Германос, Османская империя — 27 января 1993, Битола, Республика Македония) — македонский и югославский общественный, политический и государственный деятель; один из руководителей Социалистической Республики Македонии в составе СФРЮ, Председатель Исполнительного совета Собрания Социалистической Республики Македонии (1947—1950).

## Биография
Родился в семье болгарского революционера Наума Фотева Геровского. В 1924 году уехал на заработки в США, где прожил два года. Занялся политикой, стал членом подпольной студенческой организации, затем — членом Коммунистической партии Югославии, основал местный комитет КПЮ в Битоле.

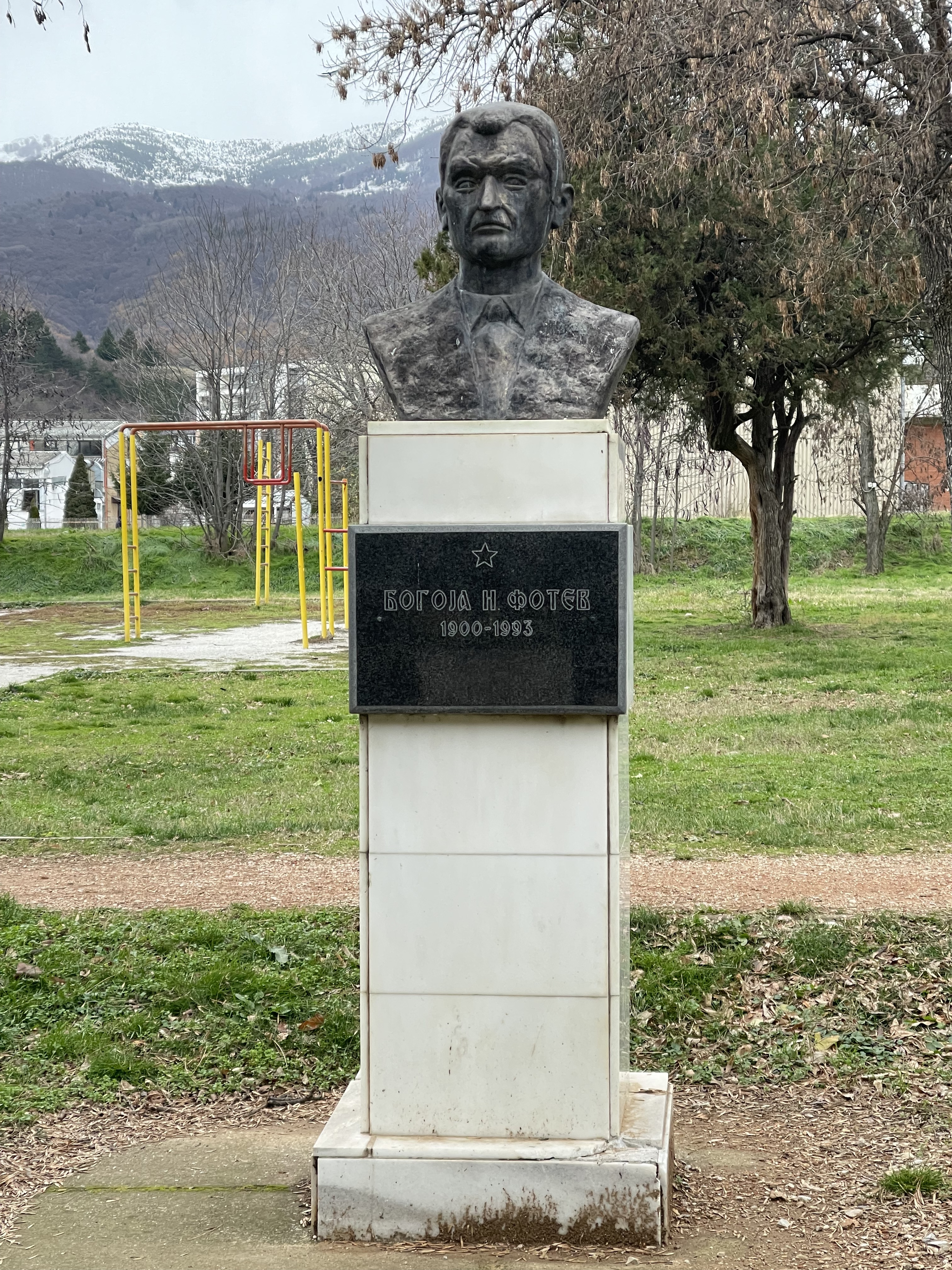
Бюст Б. Фотеву в Битоле

В 1940 году, после провала подпольной организации был арестован и приговорён к пяти годам лишения свободы. После оккупации Югославии был заключён в тюрьму в Сремска-Митровице , где вместе с другими узниками организовал побег из тюрьмы. Позже, ещё несколько раз арестовывался властями.
В годы Второй Мировой войны – участник Народно-освободительной войны в Югославии. Сражался в рядах 1-й Македонской ударной бригады. Был депутатом Антифашистского собрания по Народному освобождению Македонии (1944). Избран членом Президиума АСНОМ. В 1945 году был избран министром сельского и лесного хозяйства. 
В 1947—1950 годах занимал пост Председателя Исполнительного совета Собрания Социалистической Республики Македонии.
В 1948 году во время советско-югославского конфликта допустил  колебания, а при попытке ареста совершил неудачную попытку самоубийства. Впал в немилость партийного руководства Лазаря Колишевского и был отправлен в отставку.
В 1990 году Фотев был политически реабилитирован и стал членом Коммунистической партии Македонии.